# Kaza Kajami-Keane
Kaza Kajami-Keane, né le 27 janvier 1994 à Ajax en Ontario au Canada, est un joueur canadien de basket-ball. Il évolue au poste de meneur.